# Хесін-Лур'є Роман Беніамінович
Роман Беніамінович Хесін-Лур'є (24 березня 1922, Москва — 16 липня 1985, там же) — радянський біохімік і генетик, викладач, член-кореспондент АН СРСР (з 1974).

## Біографія
Народився у Москві, батько — відомий хірург, професор Першого Московського медичного інституту Веніамін Романович Хесін (1883—1955). Закінчив Московський університет (1945). У 1945—1948 працював там же, в 1949—1953 — в Інституті біологічної та медичної хімії АМН СРСР, у 1954—1956 — в Каунаському медичному інституті, у 1956—1959 — в Інституті біофізики АН СРСР, у 1959—1977 — у Радіобіологічному відділі Інституту атомної енергії ім. І. В. Курчатова, з 1978 — в Інституті молекулярної генетики АН СРСР (зав. лабораторією молекулярних основ генетики).
Автор монографій «Біохімія цитоплазми» (1960) та «Непостійність геному» (1984).
У 1955 році підписав «Лист трьохсот».
Урна з прахом похована в колумбарії Донського кладовища.

## Премії
- Державна премія СРСР (1982).
- Ленінська премія (1986, посмертно).

## Основні праці
- Хесин Р. Б. Биохимия цитоплазмы / Институт биологической физики АН СССР. — М. : Изд-во АН СССР, 1960. — 289 с.
- Хесин Р. Б. Непостоянство генома / Отв. ред. Ю. Н. Зограф[ru], Б. А. Лейбович; Институт молекулярной генетики АН СССР[ru]. — М. : Наука, 1985. — 472 с. — 3000 прим.